# Schaakwedstrijd van 1858
De Schaakwedstrijd van 1858 dat van 23 to 27 augustus dat jaar te Nijmegen gehouden werd, was het eerste nationale schaaktoernooi dat in Nederland gehouden werd. Het was georganiseerd op initiatief van Willem Verbeek in samenwerking met schaakvereniging Strijdt met beleid uit Nijmegen, alwaar het toernooi in het lokaal "tot nut en genoegen" gehouden werd.
Deze nationale wedstrijd vormde een hoogtepunt in de ontwikkeling van het Nederlandse schaken in de negentiende eeuw.

## Achtergrond
De Amsterdamse schaakvereniging Philidor had in 1851 de primeur met de organisatie van het eerste schaaktoernooi in Nederland. Hun pogingen deze en daaropvolgende toernooien een nationaal karakter te geven faalden echter.
Het feit dat de eerste nationale schaaktoernooi pas zeven jaar na het eerste en beroemde internationale schaaktoernooi van Londen in 1851 gehouden werd, was niet zozeer het gevolg van het feit dat het Nederlandse schaken in de 19e eeuw achterliep, maar meer vanwege het weinig ontwikkelde infrastructuur die het land toen kende, waardoor men uren op weg was om van stad naar stad te reizen en waarbij men zich moest organiseren voor overnachting, het was toen nog een kostbare en tijdrovende onderneming. Het was in de tijd dat de laatste trekschuiten nog door de rivieren trokken, de eerste stoomboten passagiers over langere afstanden vervoerden en de koetsen het straatbeeld domineerden. De eerste treinlijn was in 1839 aangelegd, maar het netwerk was sindsdien nauwelijks uitgebreid.

## Wedstrijdverloop
Er waren vierentwintig deelnemers die voor de hoofdprijzen gingen.
| #  | Naam                     | Afkomst                           |
| 1  | T.J. Werndlij            | Deventer                          |
| 2  | C.Messemaker             | Vriendentrouw, Gouda              |
| 3  | Dr A.W. van Roggen       | Strijdt met Beleid, Nijmegen      |
| 4  | F.J.Hekking              | Nijmegen                          |
| 5  | F.D. Sneltjes            | Strijdt met Beleid, Nijmegen      |
| 6  | J.A. Kanngieser          | Vlaardingen                       |
| 7  | A.L. Polak               | Strijdt met Beleid, Nijmegen      |
| 8  | Dr.C.W. Morell           | Strijdt met Beleid, Hees/Nijmegen |
| 9  | J.S.Praag                | Nijmegen                          |
| 10 | Mr Moleschott            | Den Bosch                         |
| 11 | Rousseau Insp. de regist | Den Bosch                         |
| 12 | Maj.Spoelstra            | Vlissingen                        |
| 13 | J.H.Koopman              | Zaltbommel                        |
| 14 | F.L. Rutgers             | Leiden                            |
| 15 | A. de Lelie              | La Bourdonnais, Amsterdam         |
| 16 | H.Kloos                  | La Bourdonnais, Amsterdam         |
| 17 | G. Hoogendoorn           | Gouda                             |
| 18 | R.Heeren                 | Heerenveen                        |
| 19 | Gen. J.Hulst             | Strijdt met Beleid, Nijmegen      |
| 20 | L.J. Bodding             | Nijmegen                          |
| 21 | Mr J. Bousquet           | Delft                             |
| 22 | A.M. Bousquet            | Den Haag                          |
| 23 | A. de Jong               | Philidor, Leeuwarden              |
| 24 | P.J. Kerkhoven           | Den Haag                          |

Er werd toen nog zonder klokken gespeeld dus partijen konden urenlang en tot diep in de nacht gespeeld worden. Bovendien moesten er extra partijen gespeeld worden als er remises gemaakt werden - voor remises kreeg men geen punten.
De eindstrijd was tussen A.W. van Roggen, Christiaan Messemaker en Thomas Werndly. Ieder moest minimaal drie partijen tegen elkaar spelen over een tijdspanne van twee dagen. De regel was dat wanneer een tweekamp van drie partijen in gelijkspel eindigde er net zoveel extra partijen meer gespeeld worden tot er een winnaar tevoorschijn zou komen.
Toen er acht van het reglementaire minimum van negen partijen gespeeld waren werd Messemaker onwel gedurende zijn derde partij met Roggen. Hij was genoodzaakt naar huis (Gouda) te keren en deze partij per correspondentie af te ronden. Omdat de score op dat moment reeds op één winstpartij voor Van Roggen, twee winstpartijen voor Messemaker en vier winstpartijen voor Werndly stond (plus een remise tussen Werndly en Messemaker), was het duidelijk dat Werndly de eerste plaats reeds gewonnen had. De resterende partij(-en) tussen Van Roggen en Messemaker zou dus uitsluitend om de tweede plek gaan. Het toernooi werd derhalve volgens planning ceremonieel afgerond en Messemaker zou later de tweede plek opeisen door de lopende partij per correspondentie te winnen.
De eerste prijs, zilveren drinkbeker met toepasselijke inscriptie, werd aldus gewonnen door Werndly. De tweede prijs, een zilveren sigarendoos met toepasselijke inscriptie, was gewonnen door Messemaker en de derde prijs, een verrekijker, was gewonnen door Van Roggen, lid van Strijdt met beleid, de gastheer. Tot slot ging de vierde prijs, een chinees schaakbord, naar F.L. Rutgers uit Leiden. In 2010 wordt door een lid van Strijdt met Beleid op hilarische wijze gereflecteerd over de curiositeit van deze prijzen.
Werndly, Rutgers en de verliezende partij voor de vierde prijs, J.H. Koopmans werden voor hun prestaties en passant ook nog erelid gemaakt van Strijdt met Beleid.